# Kownia II

Kownia

Kownia II odmienny

Kownia III odmienny

Kownia II (Kownia odmienny, Wysiecki, Wyschecki) – kaszubski herb szlachecki, odmiana herbu Kownia.

## Opis herbu
Herb występował przynajmniej w trzech wariantach. Opisy z wykorzystaniem zasad blazonowania, zaproponowanych przez Alfreda Znamierowskiego:
Kownia II (Kownia odmienny, Wysiecki I, Wyschetzki): W polu czerwonym trzy miecze w wachlarz, stykające się ostrzami, środkowy pomiędzy dwoma gwiazdami złotymi; pod nimi półksiężyc złoty. Klejnot: nad hełmem w koronie ogon pawi. Labry czerwone, podbite złotem.
Wysiecki II (Kownia odmienny, Wyschetzki): Brak gwiazd, w klejnocie pięć piór strusich, dwa czerwone między srebrnymi.
Wysiecki III (Kownia odmienny, Kownia III odmienny, Wyschetzki): Gwiazdy na prawo i lewo od skrajnych mieczów, księżyc z twarzą. Brak hełmu, klejnotu i labrów, korona bezpośrednio nad tarczą.

## Najwcześniejsze wzmianki
Wariant pierwszy wymieniają: Nowy Siebmacher, Ledebur (Pommersches Wappenbuch), Benno von Winckler (Die nationalitaten Pomerellens), Friedrich Lorentz (Die Ortshaften Damerkau und Wyschetzin in Kreise Neustadt und die Adelsfamilie von Dąbrowski und von Wyszecki), a z polskich heraldyków Juliusz Karol Ostrowski (Księga herbowa rodów polskich, jako Kownia II). Warianty pozostałe wymienia Nowy Siebmacher, chociaż Ostrowski przytacza jako Kownia III herb podobny do Wysieckiego III, ma on dodatkową gwiazdę pod półksiężycem, zaś gwiazdy górne między mieczami.

## Rodzina Wysiecki
Rodzina o nazwisku odmiejscowym od wsi Wyszecino. Wzmiankowana od 1570 (Wyszecki). Kolejne wzmianki z 1648 (Wysiecki), 1662 (Wysecki, Wyssecki). Rodzinę notuje się też jako dziedziców następujących wsi lub ich części: Podjazy, Tuchlino, Dąbrówka, Pobłocie, Tępcz, Cieszenie, Kętrzyno, Kiełpino Górne, Łówcz Górny, Nawcz, Słuszewo, Żochowo, a poza Kaszubami Stanomino, zaś w XIX wieku nawet na Śląsku.

## Herbowni
Wysiecki (Wiesietzki, Wischetzki, Wiszecki, Wyschetzki, Wyssecki, Wyszecki, Wyszewski) także z przydomkami: Bach, Zdun, Sikuła, Erazm (Harsmys, Harszmys). Możliwe, że rodzina używała też podstawowego wariantu herbu Kownia.